# NGC 1204
NGC 1204 (również PGC 11583) – galaktyka spiralna (S0-a), znajdująca się w gwiazdozbiorze Erydanu. Odkrył ją 26 grudnia 1886 roku Francis Leavenworth.